# Ransart (Pas-de-Calais)
Ransart település Franciaországban, Pas-de-Calais megyében. Lakosainak száma 400 fő (2022. január 1.). Ransart Rivière, Adinfer, Berles-au-Bois, Blairville és Monchy-au-Bois községekkel határos.

## Népesség
A település népessége az elmúlt években az alábbi módon változott:
| Lakosok száma | 414  | 419  | 420  | 404  | 396  | 393  | 395  | 392  | 400  |
|               | 2013 | 2015 | 2016 | 2017 | 2018 | 2019 | 2020 | 2021 | 2022 |